# Sobreturismo
O sobreturismo (também conhecido por hiperturismo ou excesso de turismo) é o congestionamento ou a sobrelotação provocada pelo excesso de turistas, resultando em conflitos com os residentes locais. A Organização Mundial do Turismo define o sobreturismo como "o impacto do turismo num destino, ou partes dele, que influencia excessivamente a qualidade de vida percebida pelos cidadãos e/ou a qualidade das experiências dos visitantes de forma negativa". Esta definição mostra como o sobreturismo pode ser observado tanto entre os residentes locais, que vêem o turismo como um factor perturbador que sobrecarrega cada vez mais a vida quotidiana, como entre os visitantes, que podem considerar o elevado número de turistas um incómodo.
O termo era apenas utilizado raramente antes de 2017, mas é agora a expressão mais comummente utilizada para descrever os impactos negativos atribuídos ao turismo.

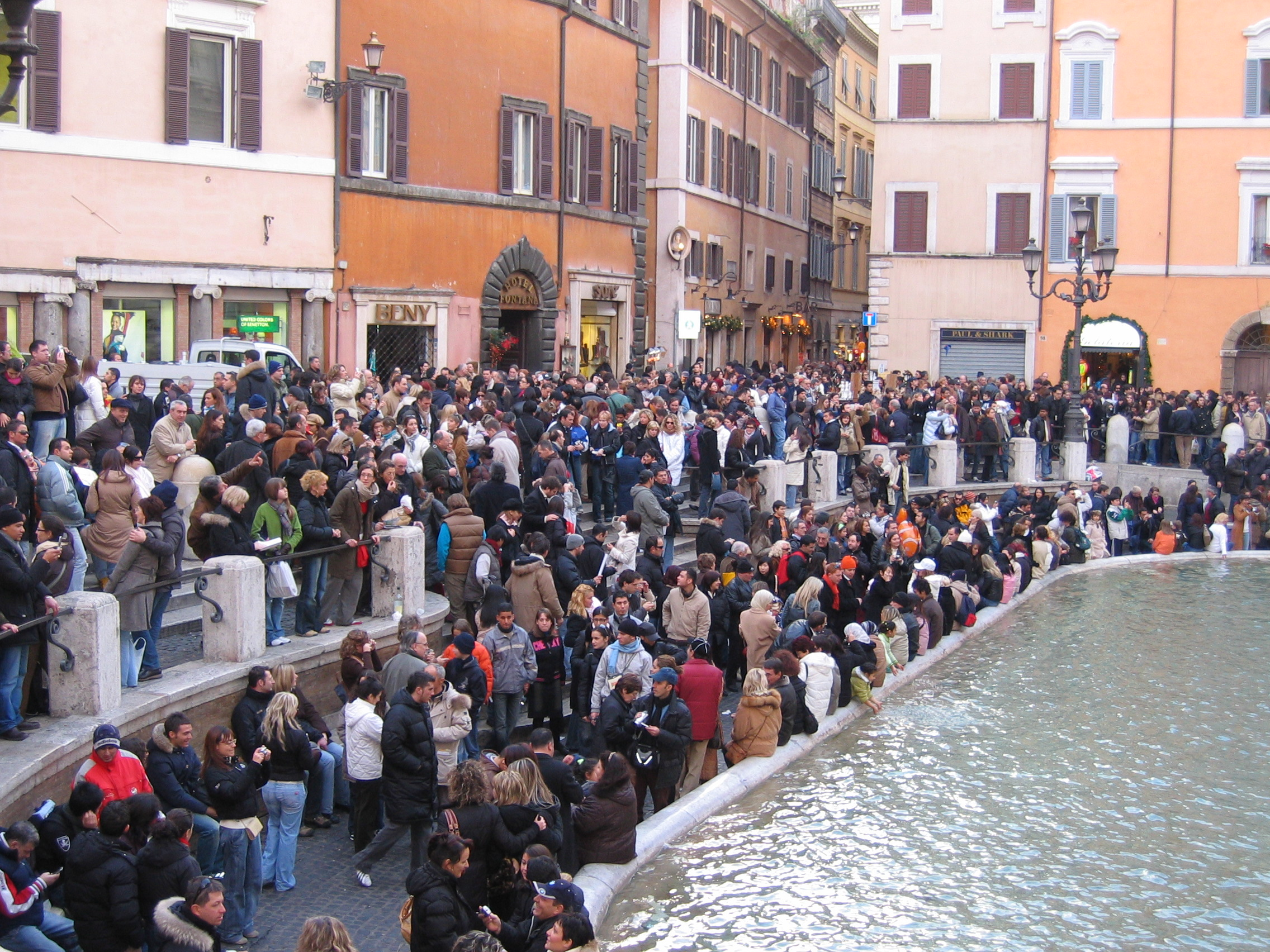
Multidões de turistas na Fontana di Trevi em Roma, Itália.

## Caraterização

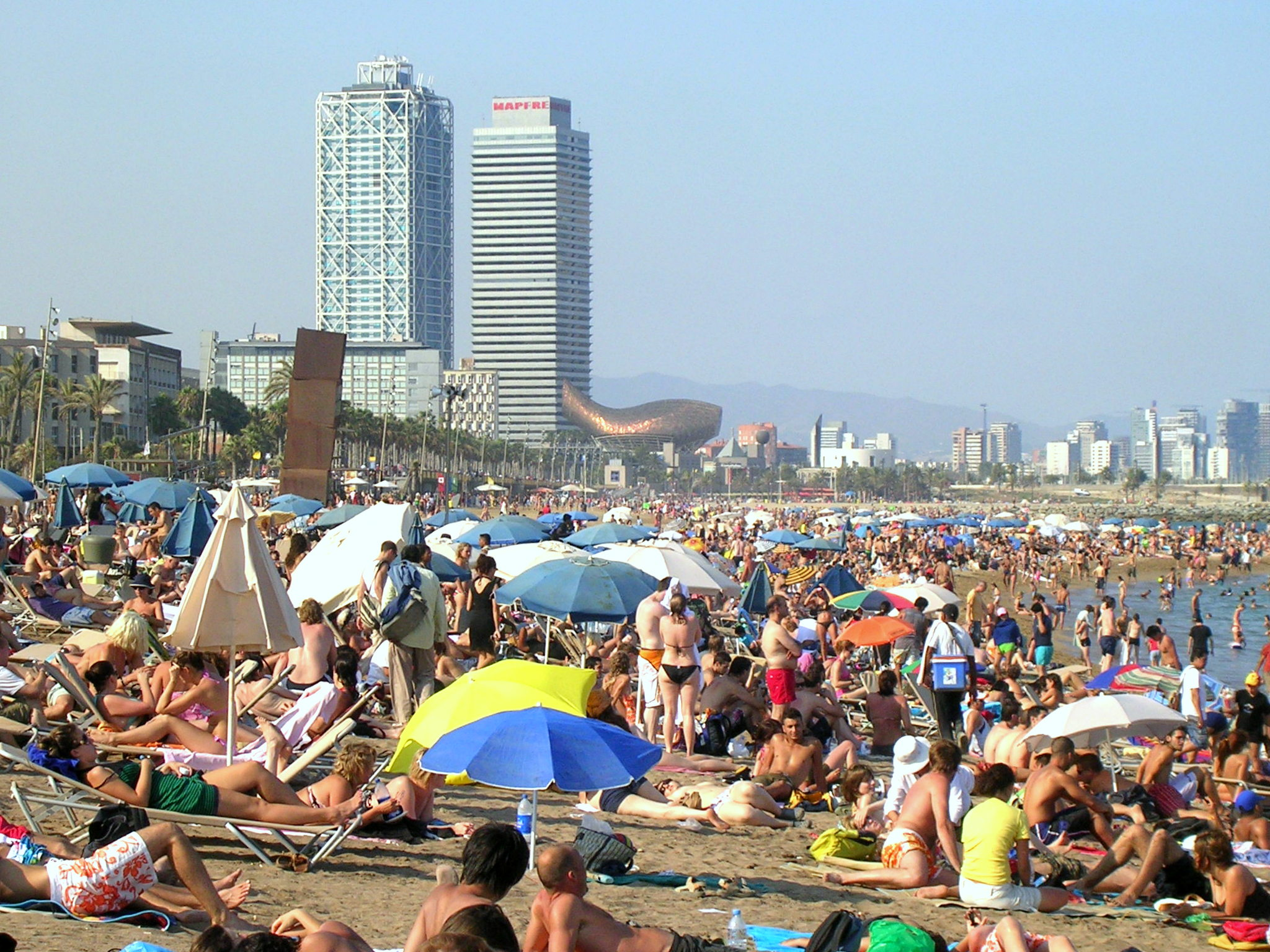
Turistas na Costa Mediterrânica de Barcelona, Espanha.

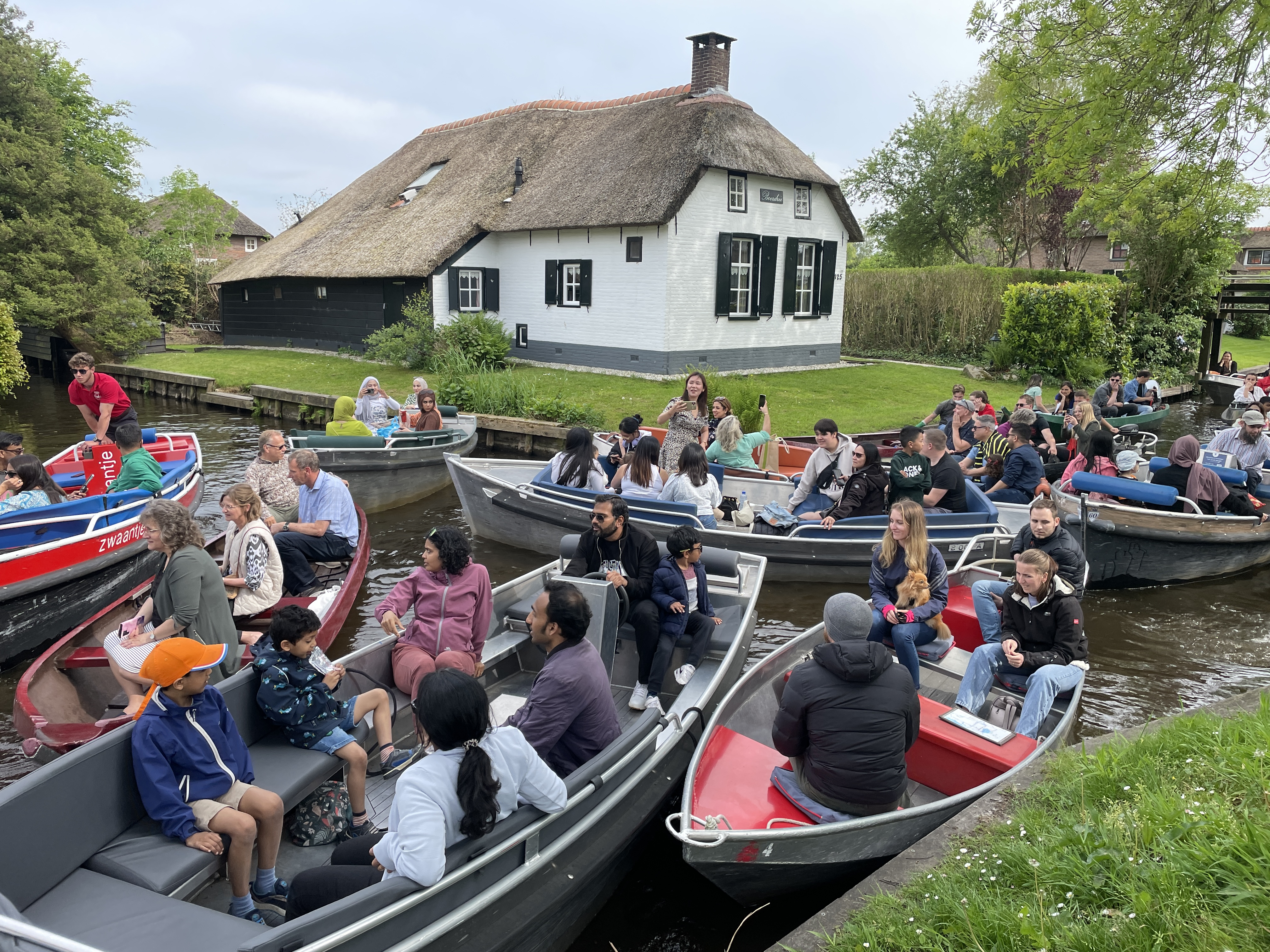
Giethoorn é uma pitoresca vila nos Países Baixos com cerca de 2.900 habitantes. Recebe cerca de 1,5 milhões de turistas por ano.

O crescimento do turismo pode levar a conflitos entre residentes, viajantes, visitantes diários e turistas noturnos. Embora actualmente se dê muita atenção ao sobreturismo nas cidades, este também pode ser observado em destinos rurais ou em ilhas. A Organização Mundial do Turismo (OMT) descobriu que a perceção de sobrelotação pode levar os residentes locais a protestar contra o turismo. O crescimento excessivo de visitantes pode levar a efeitos negativos para os residentes locais, especialmente durante picos turísticos temporários ou sazonais. Por conseguinte, a capacidade de carga de um destino turístico é também medida em termos de capacidade de carga social e do comportamento dos turistas.
O sobreturismo é por vezes erroneamente equiparado ao turismo de massas. O turismo de massas envolve grandes grupos de turistas que vêm para o mesmo destino. Embora isto possa levar ao sobreturismo, existem muitos destinos que acolhem milhões de visitantes, mas que não são considerados como sofrendo de sobreturismo (por exemplo, Londres). Os turistas utilizam frequentemente infraestruturas e serviços concebidos para os moradores. Se a capacidade de carga da infra-estrutura e dos serviços que os turistas necessitam de utilizar for ultrapassada, a prestação de serviços centrar-se-á nas prioridades dos turistas. Os residentes podem ser forçados a utilizar a prestação de serviços destinada aos turistas.
Na década de 1990, os residentes de Espanha, Grécia, Malta e França começaram a opor-se ao turismo de massas, que era visto como fordista. Nas zonas rurais da América do Sul, as preocupações ambientais foram o principal factor para o aumento do descontentamento e das campanhas sociais contra os empreendimentos imobiliários turísticos. No México e na América Central, os protestos veementes foram desencadeados pela especulação imobiliária turística, juntamente com a exploração dos trabalhadores e até mesmo pela desapropriação ou deslocação dos residentes locais.
Em 2017, a Europa assistiu a uma onda de protestos por parte dos residentes em cidades como Barcelona, Veneza e Palma de Maiorca. Os problemas decorrentes do sobreturismo começaram a ser discutidos em publicações académicas, mas ainda não existe uma definição comummente aceite do fenómeno.

## Causas

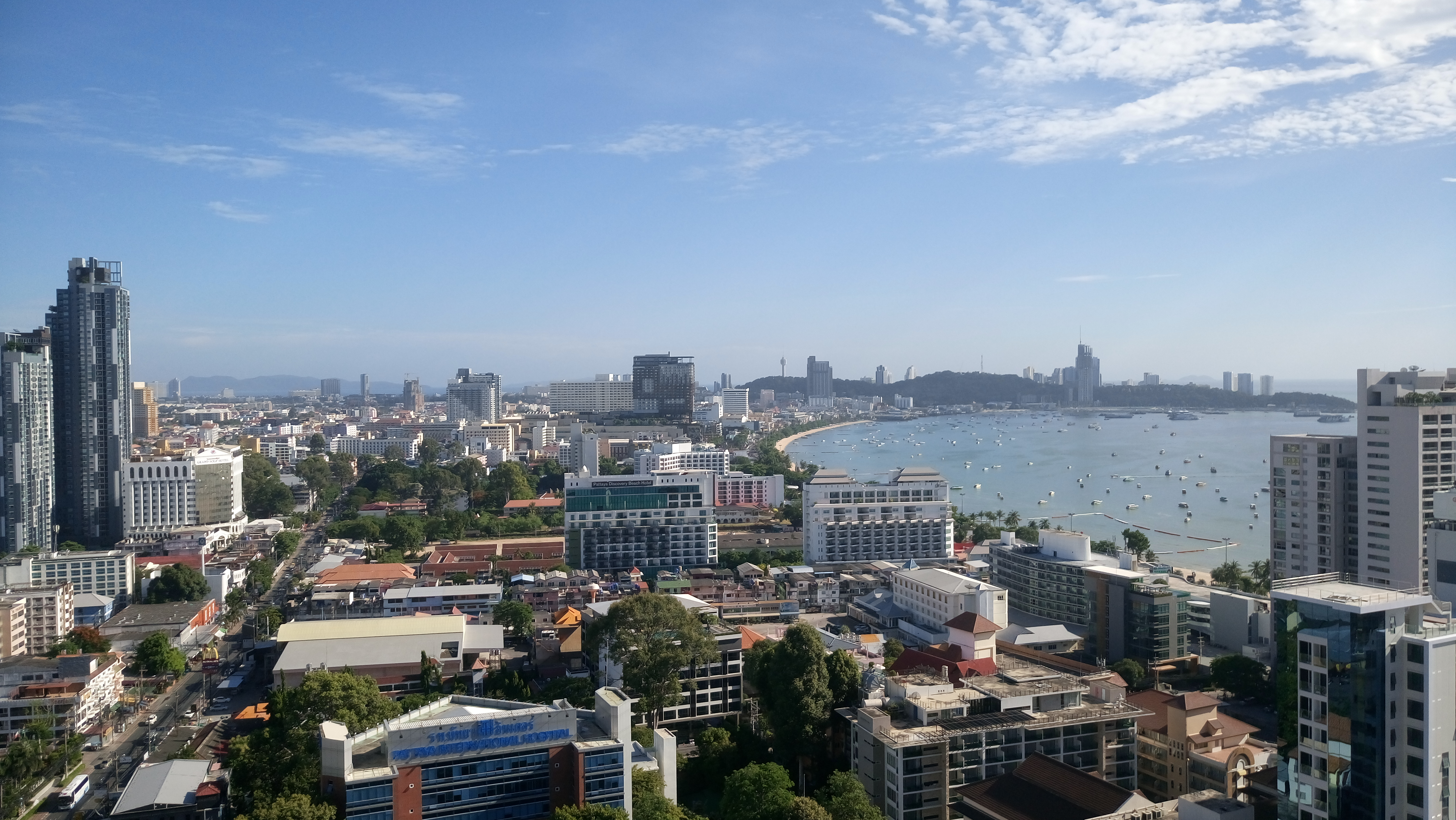
Pattaya, na Tailândia, recebeu 9,44 milhões de visitantes em 2019.

O sobreturismo é observado principalmente, mas não exclusivamente, quando o número de visitantes num destino, ou partes dele, cresce rapidamente num curto espaço de tempo. Além disso, é mais comum em áreas onde os visitantes e residentes partilham um espaço físico. Nos últimos anos, os desenvolvimentos no turismo e fora dele aumentaram o contacto entre residentes e visitantes e tornaram os impactos do turismo mais visíveis. Para além do crescimento geral do número de turistas, os problemas associados ao turismo excessivo foram exacerbados pelos seguintes desenvolvimentos.

### Facilitadores do turismo excessivo
O turismo excessivo tornou-se um fenómeno generalizado. Os governos e as organizações de marketing de destinos (destination marketing organization, DMO) estão a tentar resolver o problema. Os factores que facilitam o sobreturismo incluem um maior número de turistas, a acessibilidade das viagens, uma mentalidade dominada pelo desejo de crescimento económico, o foco a curto prazo no turismo, a concorrência por serviços e comodidades locais e a falta de controlo sobre as reservas turísticas.
Atualmente, há mais turistas do que nunca na história do mundo. Em 1950, o número de turistas internacionais foi estimado em 25 milhões. Em 1963, Walter Christaller publicou sobre os efeitos negativos do turismo. Em 1987, seguiu-se Jost Krippendorf, à medida que as viagens turísticas internacionais aumentavam. Em 2016, o número de turistas ultrapassou os mil milhões, um aumento de 50 vezes em relação a 1950. A cobertura mediática sobre o sobreturismo tem-se centrado na Europa, que suporta o peso das chegadas de turistas, com 50 por cento, e no Sudeste Asiático, que sustenta 25 por cento das chegadas de turistas. Segundo a OMT, registaram-se 25 milhões de chegadas internacionais em 1950, que aumentaram para 1,3 mil milhões em 2017. Prevê-se que o sector do turismo internacional cresça 3,3% anualmente, até 2030, altura em que se prevê que 1,8 mil milhões de turistas atravessem as fronteiras.

### Fatores que contribuem para o turismo excessivo

Países onde a EasyJet opera (maio de 2023).

A ascensão das companhias aéreas de baixo custo (low-cost carriers, LCCs), a disponibilidade de serviços de autocarros expressos (intercity coach service) baratos e a popularidade das viagens de cruzeiro são consideradas como tendo contribuído para as queixas sobre o turismo excessivo. Na literatura académica, a política governamental, as ambições dos prestadores de serviços nos destinos turísticos, bem como a influência das redes sociais, são consideradas facilitadoras do sobreturismo.
A Airbnb e serviços de alojamento em linha (online) semelhantes foram acusados de desencadear um aumento de turistas devido aos preços mais baixos, em comparação com hotéis ou outros estabelecimentos. A Airbnb afirma que tenta encaminhar os hóspedes para destinos menos movimentados. Há também a questão de o Airbnb estar a levar a menos oportunidades de habitação acessível para os residentes, ao aumento dos preços das rendas e à perda da comunidade social dentro dos bairros.
A economia da experiência (experience economy) e as mudanças nos padrões de estilo de vida têm sido responsabilizadas pelo aumento da utilização de instalações de lazer, contribuindo para uma monocultura de instalações de hospitalidade.

## Medidas contra o sobreturismo

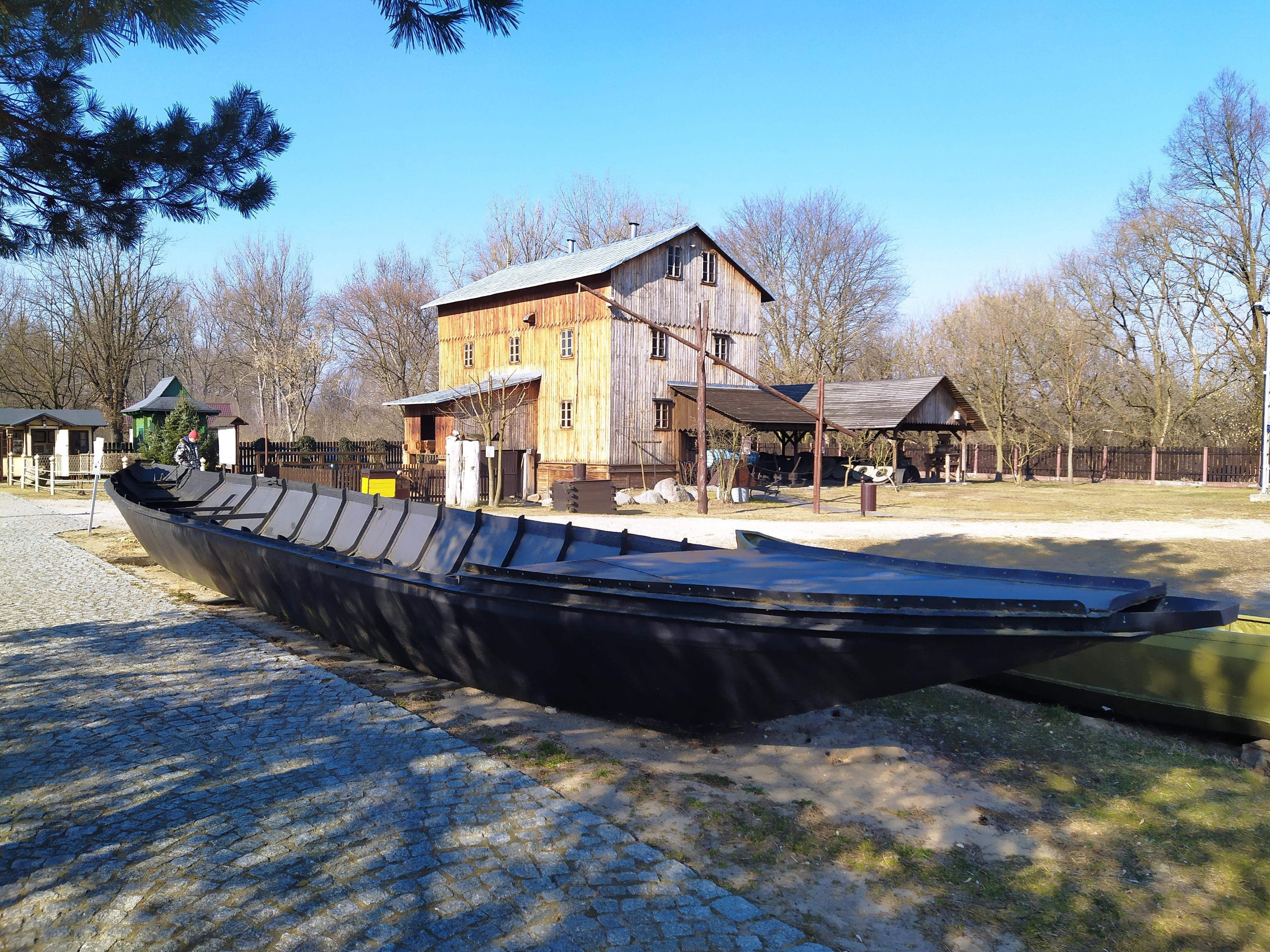
Rio Pilica Skansen, uma nova atração turística na parte central da Polónia.

Em setembro de 2018, a Organização Mundial do Turismo (OMT) publicou um relatório sobre o sobreturismo e como lidar com ele. O relatório destaca a importância de olhar para o turismo num contexto local e detalha 11 estratégias para lidar com o sobreturismo:
1. Aumentar a dispersão física das multidões entre diferentes atrações dentro de um destino (por exemplo, incentivando visitas às zonas rurais e do interior em vez das zonas urbanas e do litoral);
2. Aumentar a dispersão temporal dos turistas (por exemplo, incentivando visitas fora de época alta);
3. Promover novos itinerários e atrações de especial interesse;
4. Fazer um uso eficaz das regulamentações sobre o turismo;
5. Adaptar as atividades a segmentos específicos do mercado turístico;
6. Garantir que as comunidades e os residentes beneficiam todos do turismo;
7. Criar experiências benéficas tanto para turistas como para residentes;
8. Expandir a infraestrutura;
9. Envolver os residentes locais na formulação de políticas de turismo inteligente (smart tourism);
10. Comunicar com os turistas sobre os potenciais impactos do turismo nas comunidades;
11. Utilizar os dados para monitorizar e responder a problemas relacionados com o sobreturismo.

A empresa de consultoria McKinsey & Company sugere que, para evitar o sobreturismo, é necessário concentrar-se em quatro prioridades:
- Construir uma base de factos abrangente e atualizá-la regularmente.
- Estabelecer uma estratégia de crescimento sustentável através de um planeamento rigoroso e de longo prazo.
- Envolver todos os setores da sociedade: comercial, público e social.
- Encontrar novas fontes de financiamento.

Além disso, as relações públicas e a comunicação sistemáticas são essenciais. Os objetivos, as medidas, os sucessos e os fracassos da gestão do turismo local devem ser tornados transparentes aos habitantes para que todas as instituições relevantes se envolvam.

## No Brasil

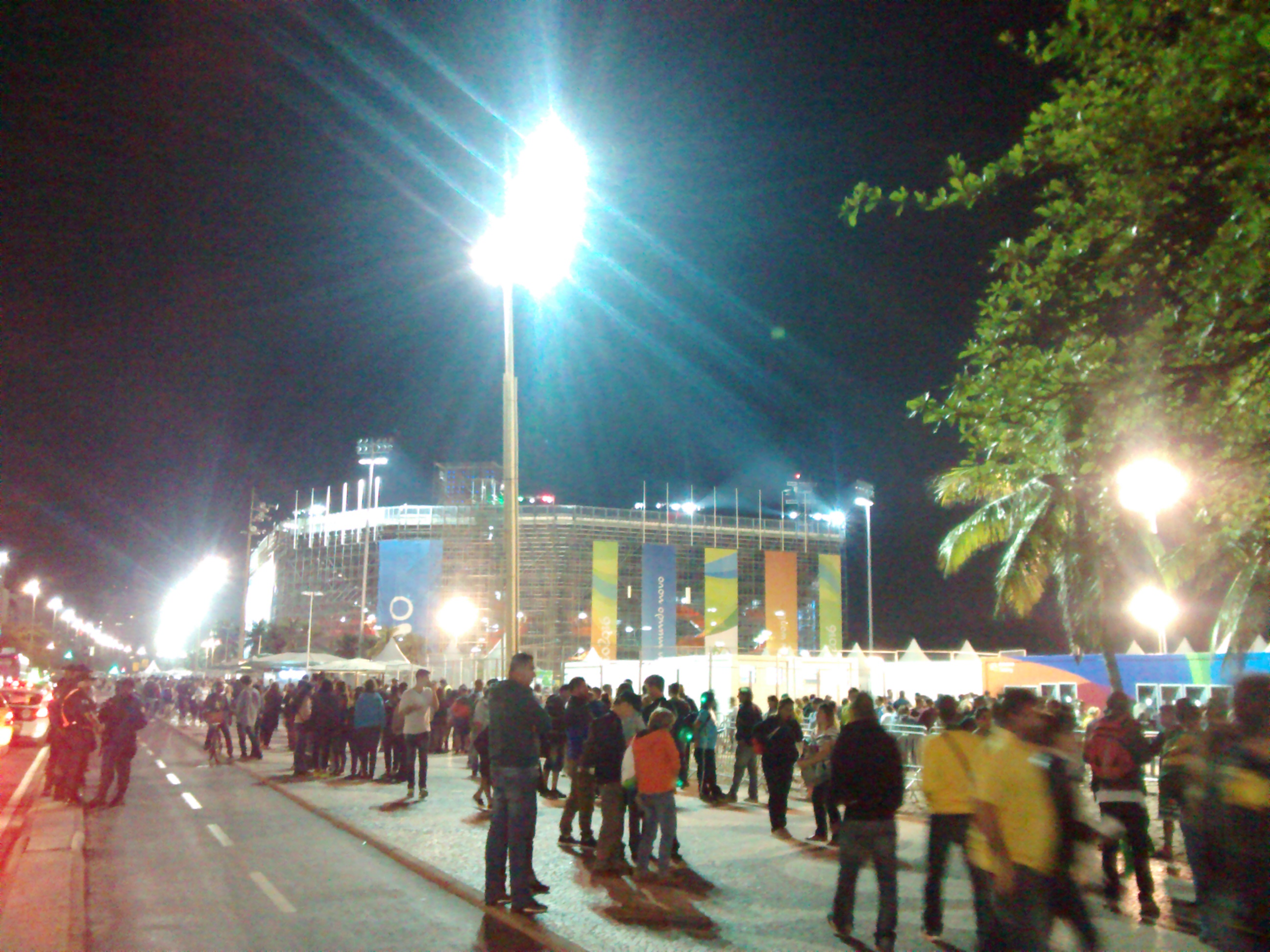
Copacabana é vista como um exemplo desse fenômeno, com várias pessoas não sendo moradores desse local.

No Brasil, este fenômeno é muitas vezes visto como algo ruim, por acabar criando uma grande valorização para esses locais, trazendo maiores custos aos moradores dessas regiões, além de impactos ambientais e socioculturais.
Muitos interligam esse grande excesso do turismo de determinados locais ao advento das redes sociais, com uns dos principais deles sendo o Instagram, devido aos usuários poderem realizar o compartilhamento de fotos em locais exóticos; com isso incentivando outros usuários a irem nessas localidades, seja com finalidade de um turismo convencional, ou apenas para compartilharem fotos desses locais para conseguirem altos níveis de popularidade.

## Leituras adicionais
- «東京大阪京都迫爆 日促澳遊客改行程». 明報新聞網 - 每日明報 daily news. 4 Jan 2025. Consultado em 6 Jan 2025
- O Problema do Turismo "Instagramável" (Canal Elementar).